# Matkó
Kecskemét-Matkó is een stadsdeel (városrész) van Kecskemét in het Hongaarse comitaat Bács-Kiskun. Kecskemét-Matkó telt 500 inwoners (2002).